# Les Enquêtes de Ludo

Les Enquêtes de Ludo (ou « énigmes » dans les premiers numéros) est une série française de bande dessinée dessinée par Moallic, parue successivement dans Vaillant puis Pif Gadget.
Moallic, le créateur original, a été assisté au scénario par Cyrille De Neubourg, puis par Henri Crespi à partir de 1970.

## Historique de la publication
Ces enquêtes ont été publiées également dans leurs magazines dédiés : 
- Ludo, trimestriel paru de juillet 1972 à juin 1977[2].
- Le Journal de Ludo, mensuel paru d'avril 1979 à août 1980[3].

Elles sont également parues dans le magazine Pif poche spécial jeux hors série, qui rééditait les cahiers des jeux de Pif Gadget.
Les Enquêtes de Ludo ont cessé en 1981 après le numéro 634 de Pif Gadget. Les énigmes de ce genre dans Pif ont connu une interruption, jusqu'à leur reprise en 1982 dans le no 682 sous la forme des Énigmes de Tim, de Dirick.
Des albums paraissent aux Éditions du Taupinambour depuis 2005. En 2011, quatre recueils des Énigmes de Ludo sont sortis.

## Synopsis
Ludo est un détective privé invariablement vêtu d’une casquette à carreaux et d’un imperméable, souvent représenté (étonnamment dans un magazine pour la jeunesse) avec une cigarette à la bouche.
Ses enquêtes, sur une ou deux planches, observent un schéma narratif immuable : Ludo arrive sur le lieu où un larcin ou un crime a été commis. Il interroge différents témoins, parmi lesquels se trouve le coupable. Pendant la phase d’exposition et le déroulement de l’enquête, différents indices sont proposés à la sagacité du lecteur. Dans la dernière case, le détective désigne le coupable.
L’originalité de la série est que le nœud de l’intrigue est une énigme à chaque nouvelle enquête. Qu’est-ce qui a amené Ludo à cette conclusion ? La solution est imprimée à l’envers en bas de page.